# Thorngumbald
Thorngumbald is een civil parish in het bestuurlijke gebied East Riding of Yorkshire, in het Engelse graafschap East Riding of Yorkshire met 3392 inwoners.